# Museo Paleontológico y Arqueológico Walter Ilha
El Museo Paleontológico y Arqueológico Walter Ilha está situado en la calle Fernando Ferrari, 164, en São Pedro do Sul, Rio Grande do Sul, Brasil. Es un museo de lo Geoparque Paleorrota.

## Historia
El Museo Municipal Walter Ilha tiene una colección decente de fósiles de plantas y animales hace unos 230 millones de años. También contiene una colección de arqueología y mineralogía, organizado con la intención de mostrar la historia de la evolución de la vida.
El Museo fue creado por la Ley Municipal N º 140-83/88 del 11/27/87. Sin embargo, su historia es mucho más antigua. Walter Ilha, una impresora de profesión y un científico por naturaleza, comenzó a buscar a las autoridades, bibliografías, revistas y otros medios, información sobre los fósiles.
No pasó mucho tiempo y descubrió el gran valor científico de este patrimonio y la forma humana tiene que realizar todos los esfuerzos posibles para preservar estos activos. En este momento las empresas se encuentran en la comunidad que dirigía el procesamiento de este material. A partir de entonces, Walter Ilha llegó a constituir una colección de muestras de material. Por lo tanto, el trabajo con los poderes ejecutivo y legislativo aplicado la idea de crear un museo.
Después de algún tiempo, nos dieron una habitación al lado del edificio de Radio Ciudad, siendo inaugurada por el alcalde, el tiempo Lavo Gutheil, el 28 de septiembre de 1980, el Museo Paleontológico de São Pedro do Sul.
Aunque no autorizada, Walter Ilha fue invitado a hablar sobre eventos científicos Paleontología, llegando a ser aceptada como miembro de la Sociedad Brasileña de Paleontología. La historia del museo se entrelaza con la vida de este personaje. La lucha de Walter Ilha, fue incansable, siempre en contacto con personas que puedan colaborar con la preservación de los fósiles, y trató por todos los medios a crear conciencia sobre la conservación de estos fósiles.
En septiembre de 1987 Walter Ilha murió, pero sus sueños comenzó a tomar forma. En noviembre del mismo año, en honor a Walter Ilha, el Museo recibió su nombre.